# Kaemis vernalis
Kaemis vernalis là một loài nhện trong họ Dysderidae.
Loài này thuộc chi Kaemis. Kaemis vernalis được Christa Deeleman-Reinhold miêu tả năm 1993.